# Steinar Amundsen
Steinar Amundsen   (Bærum, 4 de juliol de 1945 - Røyken, 16 de juny de 2022) és un piragüista noruec, ja retirat, que va competir durant les dècades de 1960 i 1970.
El 1968 va prendre part en els Jocs Olímpics d'Estiu de Ciutat de Mèxic, on va guanyar la medalla d'or en la prova del K-4 1.000 metres del programa de piragüisme. Formà equip amb Jan Johansen, Tore Berger i Egil Søby. Quatre anys més tard, als Jocs de Múnic, i amb els mateixos companys de tripulació, va guanyar la medalla de bronze en la mateixa prova.
En el seu palmarès també destaquen dues medalles d'or al Campionat del Món de piragüisme en aigües tranquil·les, el 1970 i 1975, així com una medalla d'or al Campionat d'Europa en aigües tranquil·les de 1969. Guanyà deu campionats nacionals entre 1962 i 1971.